# クリーンキラーA
クリーンキラーA（クリーンキラーエース）は、日本労働者協同組合ワーカーズコープ連合会が製造・販売する強酸性水である。

## 概要
人間世界では数多くの雑菌が数多く皮膚や体内に付着するなど、人体への悪影響も少なくない。そこで、人体の体内で作られる次亜塩素酸を主成分とすることで、その雑菌の消毒・殺菌を行う。

## 用途
- 手触りをする手すり、ドアノブや、キッチン用品などの除菌、衣服についたタバコや動物（ペット）類、生ごみの臭いの消臭、トイレの除菌などに適用。
- 希釈（水で薄めて使う）をすることによって清掃やうがい・歯磨きにも使用することが可能。
- 加湿器（ただし超音波加湿器に限る）にも利用可能。